# Blackburn (West Lothian)
Blackburn ist eine Ortschaft im Zentrum der schottischen Council Area West Lothian beziehungsweise in der traditionellen Grafschaft Linlithgowshire. Sie liegt, unweit von Bathgate, je rund acht Kilometer südwestlich von Livingston und südlich von Linlithgow am Almond.

## Geschichte
Die Ortschaft entwickelte sich mit der Textilspinnerei. Östlich von Blackburn wurde vermutlich 1771 das Herrenhaus Blackburn House errichtet. In der Mitte des 19. Jahrhunderts wurde um Blackburn Kohle abgebaut. Die politisch induzierte Steigerung der Attraktivität des Lebens im weiteren Glasgower Umland mit der Entstehung verschiedener Planstädte steigerte die Attraktivität Blackburns, auch durch Arbeitsplätze im nahegelegenen Bathgate. Insbesondere die Schließung der British-Leyland-Fabrik beendete den Aufwärtstrend.
Im Jahre 1861 lebten 758 Personen in Blackburn. Nachdem die Einwohnerzahl bis 1971 auf 7636 angestiegen war, war sie bis 2001 rückläufig. 2011 lebten wieder 5338 Personen in Blackburn.

## Verkehr
Die A705 (Livingston–Whitburn) tangiert Blackburn am Südrand. Im Umkreis sind mehrere A-Straßen erreichbar, darunter die A71 (Edinburgh–Irvine) und die A89 (Glasgow–Newbridge). Die M8 tangiert Blackburn am Nordrand. Mit dem Flughafen Edinburgh befindet sich ein internationaler Verkehrsflughafen rund 16 Kilometer nordöstlich.